# Seán Byrne
Seán Byrne (* 16. Mai 1937 in County Tipperary, Irland; † 5. März 2018 in Cahir, County Tipperary, Irland) war ein irischer Landwirt und Politiker der Fianna Fáil. Er gehörte von Februar 1982 bis 1987 als Teachta Dála (Abgeordneter) dem Dáil Éireann, dem Unterhaus des irischen Parlaments (Oireachtas), und von 1987 bis 1997 dem Seanad Éireann, dem Oberhaus des irischen Parlaments, an.
Byrne arbeitete vor seinem Einstieg in die Politik als Landwirt. Bei den Wahlen zum Dáil Éireann 1977 und 1981 kandidierte er noch erfolglos im Wahlkreis Tipperary South. Aber schon bei den Wahlen im Februar 1982 konnte er dann in den Dáil Éireann einziehen. Den Sitz konnte er auch bei den Wahlen im November 1982 halten. Bei den Wahlen zum Dáil Éireann 1987 verlor er den Sitz jedoch wieder. Er rückte stattdessen im April 1987 über die Kultur- und Bildungslisten in den Seanad Éireann ein. 1992 versuchte er erneut in den Dáil einzuziehen, blieb aber erfolglos. Auch konnte er nicht über die Kultur- und Bildungsliste in den Seanad einzuziehen. Stattdessen nominierte ihn Taoiseach Albert Reynolds für den Seanad. 1997 verlor er aber auch diesen Sitz wieder.
Byrne gehörte in den 1980er Jahren zu den parteiinternen Kritikern (Gang of 22) des damaligen Taoiseach Charles Haughey. Während viele Kritiker zu den Progressive Democrats wechselten, blieb Seán Byrne bei der Fianna Fáil.
Byrne war mit Mary verheiratet und hatte fünf Kinder.